# The Dark Discovery
The Dark Discovery е албум на шведската метъл група Evergrey.

## Песни
1. Blackened Dawn (3:50)
2. December 26th (5:04)
3. Dark Discovery (3:34)
4. As Light Is Our Darkness (1:58)
5. Beyond Salvation (4:01)
6. Closed Eyes (6:38)
7. Trust and Betrayal (4:16)
8. Shadowed (3:50)
9. When The River Calls (4:27)
10. For Every Tear That Falls (4:12)
11. To Hope Is To Fear (5:37)

## Музиканти
- Daniel Nojd: Бас
- Dan Bronell: Китара
- Tom S. Englund (seated): Вокал, Китара
- Patrick Carlsson: Барабани, Перкусии
- Will Chandra: Клавишни

## Гост музиканти
- Carina Kjellberg: Всички женски вокали
- Andy La Rocque: Китара
- Mattias la Eklundh: Китара

## Допълнителна информация
Албумът е записан, миксиран и продуциран в Los Angered Studios, Швеция
Инженеринг и миксиране: Andy LaRocque & Evergrey
Мастеринг: Digitalfabriken, Швеция
Снимки на бандата: Tomas Eriksson